# Stompie Moeketsi
Stompie Moeketsi znany również jako Stompie Seipei (ur. 1974, zm. 1988) – południowoafrykański działacz młodzieżowy.
Był jednym z najmłodszych więźniów politycznych w RPA. Oskarżany przez tzw. Zjednoczony Klub Piłkarski Mandeli (MUFC) o współpracę z ze służbami apartheidowskimi, został porwany i po torturach zamordowany przez jego członków. Zlecenie zabójstwa Moeketsiego udowodniono w 1991 Winnie Mandeli.